# Guido Cavalcanti
Pour les articles homonymes, voir Cavalcanti.
Guido Cavalcanti (né à Florence vers 1258 et mort dans cette même ville en 1300) est un poète italien du XIIIe siècle, proche ami de Dante.

## Biographie
Guido Cavalcanti est le fils du philosophe épicurien médiéval Cavalcante Cavalcanti.
Dante mentionne souvent Guido Cavalcanti comme « le premier de ses amis ». Tous deux font partie de la confrérie initiatique des Fidèles d'Amour, laquelle est mentionnée par Dante dans la Vita Nova (qui est d'ailleurs particulièrement adressée à Guido), et on retrouve dans leurs œuvres le même symbolisme amoureux. Ainsi la Dame (donna) y représente la sagesse, à laquelle le fidèle accède par l'amour divin. Du point de vue stylistique, les fidèles d'Amour parlent de « dolce stil novo » (doux style nouveau), désignation dans laquelle il ne faut pas voir uniquement une définition « littéraire » mais également une signification symbolique.
L'œuvre de Cavalcanti, comme celle de Dante, repose sur un symbolisme complexe et cohérent propre au Moyen Âge en Occident, dont ni lui ni Dante ne sont les « inventeurs » mais qu'ils tirent de l'enseignement qu'ils reçurent des fidèles d'Amour. La présence dans les poésies de Guido d'une Mandetta, dame toulousaine rencontrée par le poète dans la ville occitane lors d'un arrêt sur le chemin de Saint-Jacques, a fait établir à certains des liens entre les fidèles d'Amour et le catharisme. Mais il faut préciser ici que la société à laquelle appartinrent Dante et Cavalcanti, était parfaitement orthodoxe du point de vue catholique, contrairement aux cathares. (source incertaine) La condamnation du catharisme par saint Bernard de Clairvaux, qui est pris pour guide par Dante au Paradis, est particulièrement significative à cet égard.
Cavalcanti, tout comme Dante, fonde sa poésie sur l'usage de la langue vulgaire, qui doit permettre aux initiés italiens de connaître directement (c'est-à-dire sans médiation, comme c'était le cas avec la langue non maternelle que constituait le latin) la grâce divine.

## Éditions modernes

Guido Cavalcanti, poeta toscano, frontispice, eau-forte, 1813.

### en italien
- (it) Guido Cavalcanti, Rime, Roma, Carocci, 2011, 322 p. (ISBN 978-88-430-5797-9)

### en français
- (fr + it) Guido Cavalcanti (trad. Danièle Robert), Rime, Vagabonde, 2012. Édition bilingue des œuvres complètes avec essai introductif et appareil de notes (Prix Nelly-Sachs 2012)

### en anglais
- (en) Guido Cavalcanti (trad. Marc Cirigliano), The Complete Poems, New York, Italica Press, 1992, 156 p. (ISBN 978-0-934977-27-2)
- (en) Guido Cavalcanti (trad. Anthony Mortimer), Complete Poems, Oneworld Classics
- The Sonnets and Ballate of Guido Cavalcanti, traduction de l'italien par Ezra Pound, Boston, Small, Maynard and Company, 1912.